# والپول (حوزه سرشماری)، ماساچوست
والپول (به انگلیسی: Walpole) یک منطقهٔ مسکونی در ایالات متحده آمریکا است که در شهرستان نورفک، ماساچوست واقع شده‌است. والپول ۷٫۵ کیلومتر مربع مساحت و ۵٬۹۱۸ نفر جمعیت دارد و ۴۵ متر بالاتر از سطح دریا واقع شده‌است.